# Schausilla
Schausilla là một chi bướm đêm thuộc họ Noctuidae.

## Loài
- Schausilla obrysos Mabille, 1878